# Jakob Hessemann

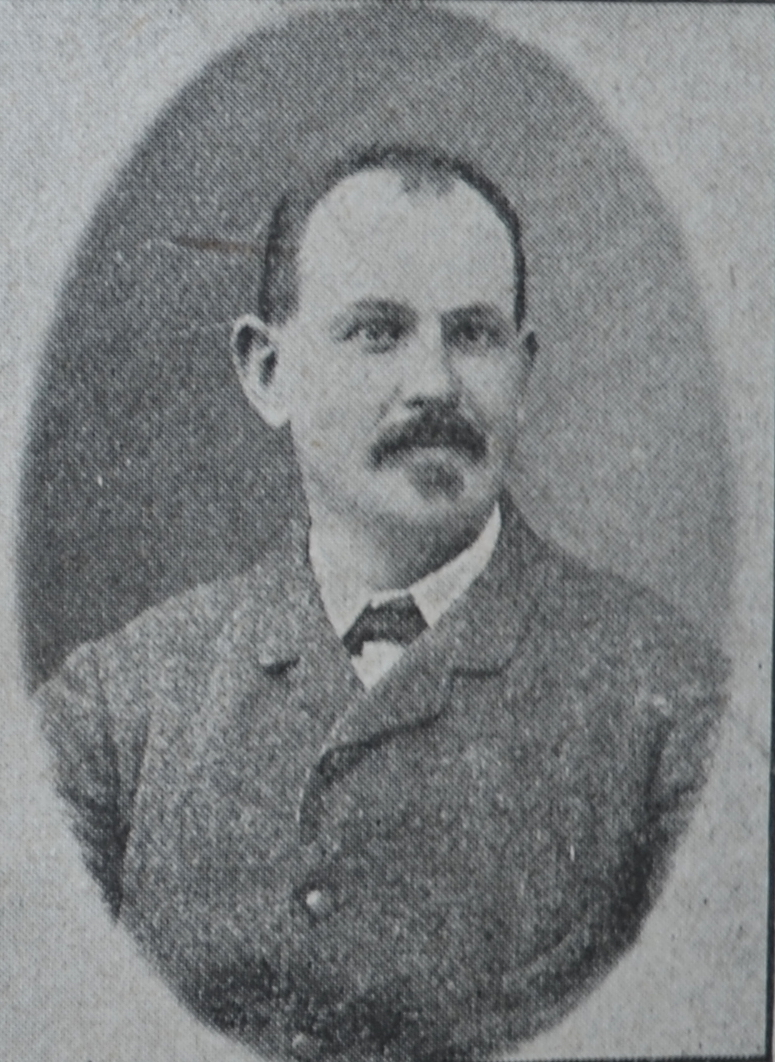
Jakob Hessemann, 1911

Jakob Hessemann oder Jacques Hessemann (* 15. September 1844 in Bettweiler; † 13. September 1925 in Rohrbach b. Bitsch) war Weinhändler, Gutsbesitzer und Mitglied der zweiten Kammer des Landtags des Reichslandes Elsaß-Lothringen für das Zentrum.
Jakob Hessemann, der katholischer Konfession war, besuchte die Elementarschule und das Collège von Bitsch und machte danach 3 Jahre in Paris und 3 Jahre in Metz eine kaufmännische Ausbildung. Er lebte als Weinhändler und Gutsbesitzer in Bettweiler.
Bei der ersten (und einzigen) Wahl zum Landtag trat er im Wahlkreis Bitsch-Rohrbach-Wolmünster als Kandidat des Zentrums an. Im Ersten Wahlgang wurden im Wahlkreis von den 7.465 Stimmberechtigten 6.171 Stimmen abgegeben. Auf Hessemann entfielen 3.373, auf den Kandidaten des Lothringer Blocks Jeanty 2.258 und den Sozialdemokraten Henel 526 Stimmen. Wegen der Beeinflussung der Wahl durch Geistliche in Ausübung ihres Amtes erklärte das Oberlandesgericht Kolmar die Wahl zunächst für ungültig. Jakob Hessemann gehörte dem Landtag schließlich bis 1918 an.